# Joël Kofana
Emmanuel Joël Kofana (ur. 7 sierpnia 1992 w Jaunde) – kameruński piłkarz grający na pozycji defensywnego pomocnika. Od 2021 jest zawodnikiem klubu Canon Jaunde.

## Kariera klubowa
Swoją karierę piłkarską Kofana rozpoczął w klubie Canon Jaunde. W sezonie 2010/2011 zadebiutował w jego barwach w pierwszej lidze kameruńskiej. Grał w nim do 2014 roku. W 2015 roku występował w klubie Cosmos de Bafia, a w 2016 roku w New Star FC. W latach 2017–2020 był zawodnikiem APEJES Academy. W 2021 wrócił do Canonu Jaunde.

## Kariera reprezentacyjna
W reprezentacji Kamerunu Kofana zadebiutował 12 sierpnia 2017 w wygranym 2:0 meczu Mistrzostw Narodów Afryki 2018 z Wyspami Świętego Tomasza i Książęcej, rozegranym w São Tomé.